# Ilona Gusenbauer
Ilona Maria Gusenbauer (Gummersbach, 16 settembre 1947) è un'ex altista austriaca, vincitrice della medaglia di bronzo nel salto in alto ai Giochi olimpici di Monaco di Baviera nel 1972.

## Biografia
Alle olimpiadi del 1972 giunse al terzo posto dietro alla tedesca Ulrike Meyfarth (medaglia d'oro con 1,92) e Jordanka Blagojeva (medaglia d'argento). Fu campionessa austriaca di salto in alto negli anni 1966-1973, 1975 e 1976.

## Palmarès
| Anno | Manifestazione            | Sede              | Evento        | Risultato | Prestazione | Note |
| ---- | ------------------------- | ----------------- | ------------- | --------- | ----------- | ---- |
| 1972 | Giochi della XX Olimpiade | Monaco di Baviera | Salto in alto | Bronzo    | 1,88        |      |